# Boliniaceae
Die Boliniaceae sind eine Familie der Schlauchpilze, die in einer eigenen Ordnung Boliniales stehen.  
Sie wachsen vorwiegend auf Holz. Als einzige der Unterklasse Sordariomycetidae bilden sie große, stromatische, kohleartige Fruchtkörper. Diese sind Perithecien. Die Asci sind klein, die Ascosporen braun, ellipsoidisch und häufig abgeflacht. Häufig besitzen sie Keimporen. Anamorphe sind nicht bekannt.
In der Vergangenheit wurden die Boliniaceae in verschiedene Ordnungen gestellt, wie die Xylariales oder Sordariales. Molekulargenetische Studien zeigten, dass sie keiner davon zuzurechnen sind. Sie wurden in eine eigene Ordnung Bolariales innerhalb der Sordariomycetidae gestellt.
Zur Familie gehören drei Gattungen:
- Apiocamarops
- Camarops
  - Kastanienbrauner Kugelschwamm (Camarops petersii)
- Endoxyla

## Belege